# شهرستان بیوکانان (میزوری)
شهرستان بیوکانان، میزوری (به انگلیسی: Buchanan County, Missouri) یک سکونتگاه مسکونی در ایالات متحده آمریکا است که در میزوری واقع شده‌است.